# Wojciech Sławnikowic
Wojciech Sławnikowic, także Adalbert z Pragi (cz. Vojtěch Slavníkovec, łac. Adalbertus, niem. Adalbert; ur. ok. 956 w Libicach, zm. 23 kwietnia 997 w pobliżu grodu Cholin w Prusach) – czeski książę z rodu Sławnikowiców, biskup Pragi, misjonarz do Prus, męczennik, święty Kościoła katolickiego, patron Polski, Czech i Węgier.

## Życiorys

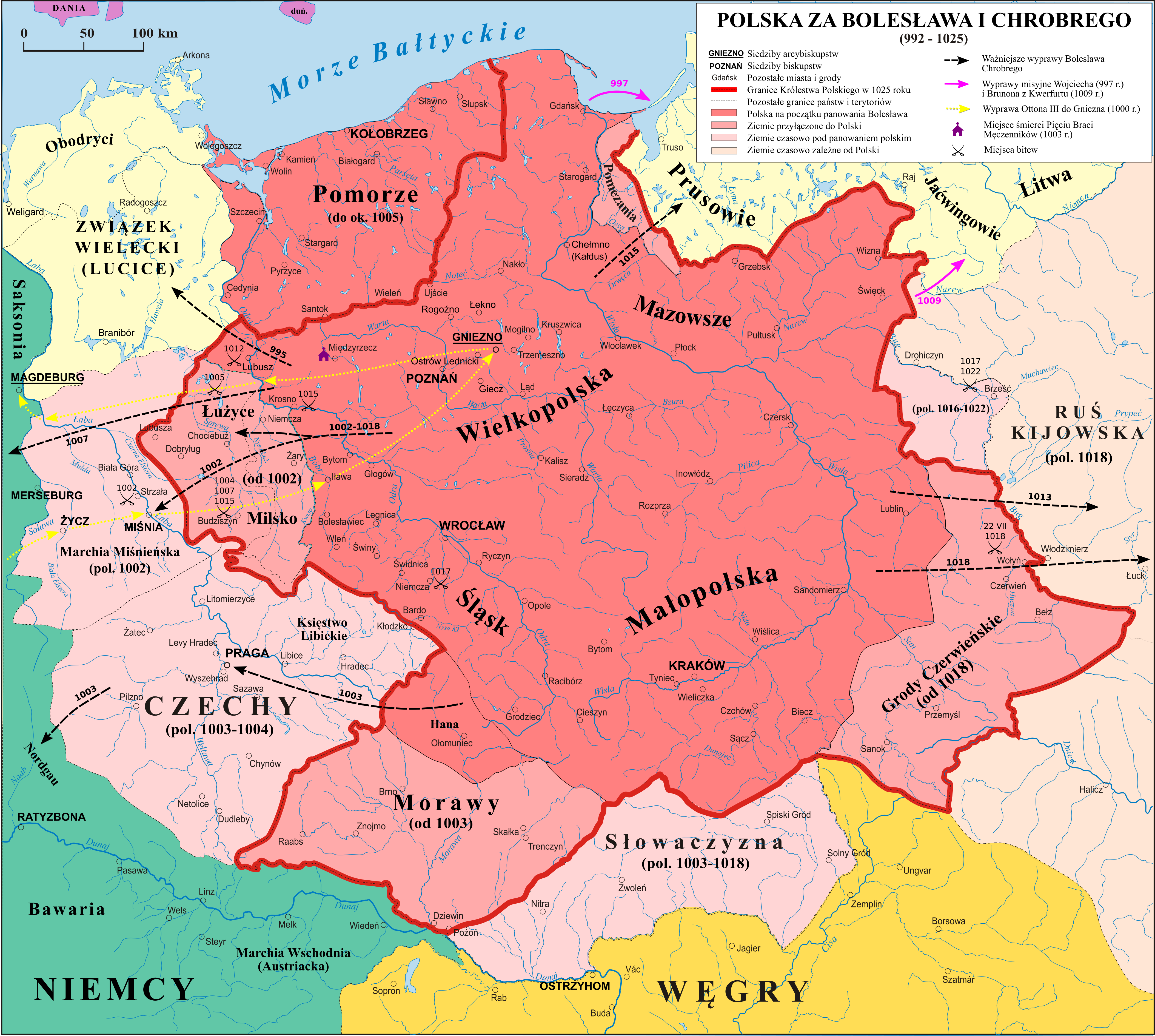
Polska i Czechy za panowania Bolesława Chrobrego. Oznaczono miejsce misji Wojciecha do Prus, a także: Księstwo Libickie, Magdeburg, Pragę, Gniezno i Ostrzyhom

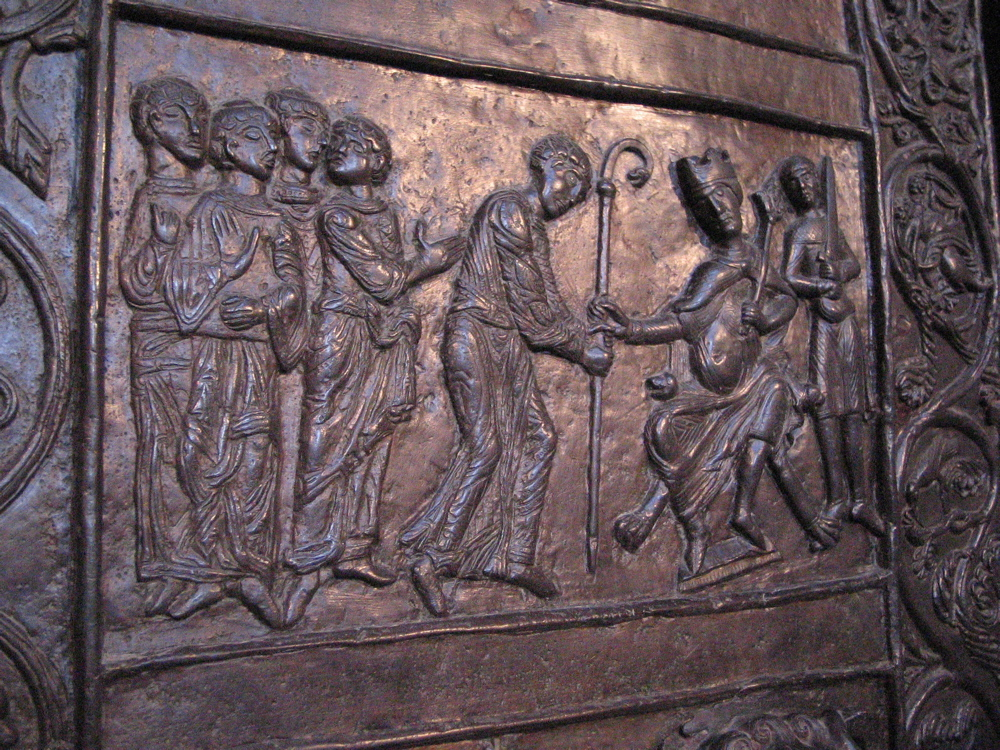
Cesarz Otton II w 983 roku w Weronie mianuje Wojciecha biskupem praskim. Relief z Drzwi Gnieźnieńskich (II poł. XII wieku)

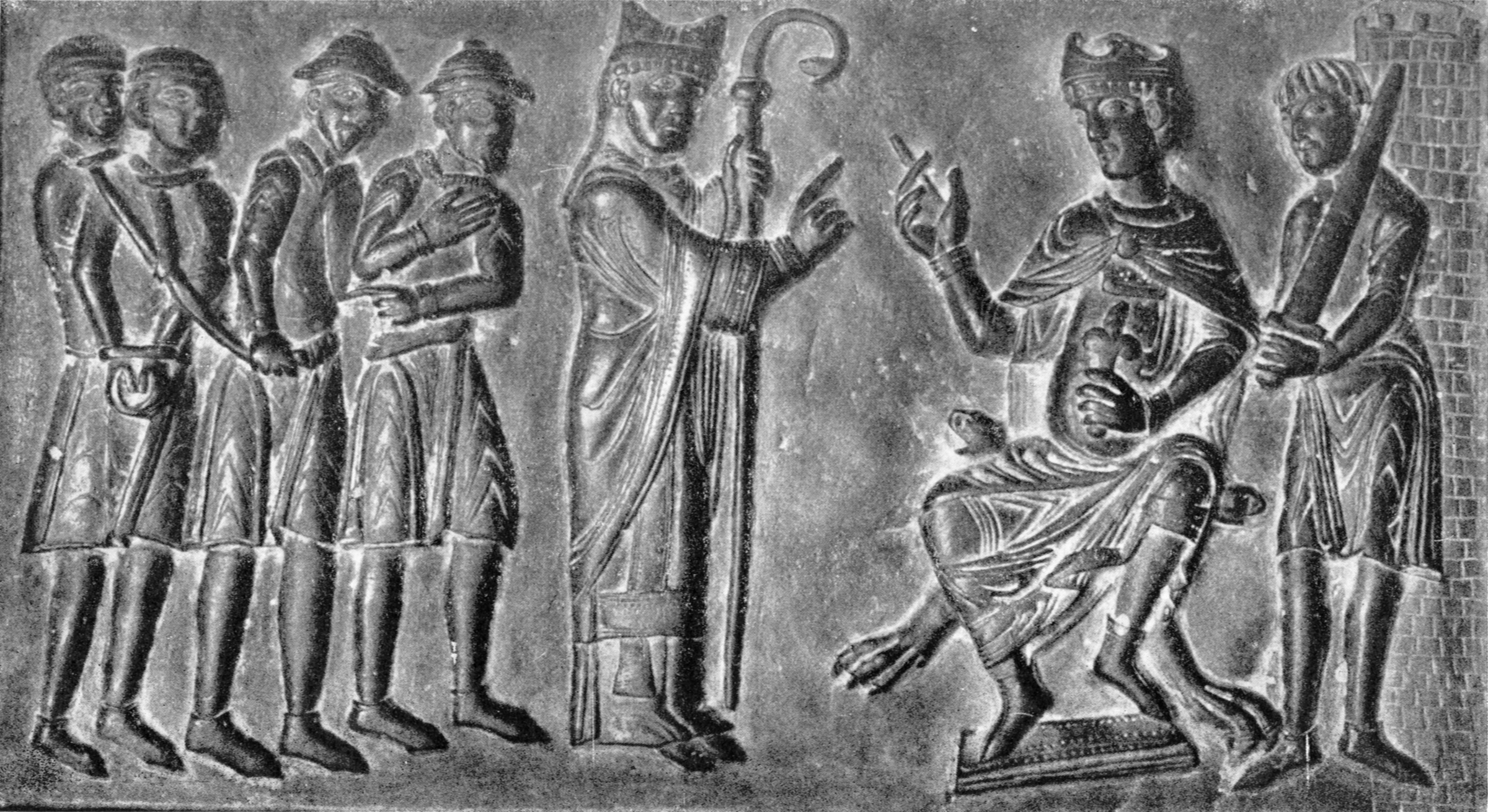
Biskup Wojciech oskarża księcia czeskiego Bolesława II Pobożnego i żydowskich kupców radanitów (postacie w nakryciach głowy) o handel chrześcijańskimi niewolnikami. Scena z Drzwi Gnieźnieńskich

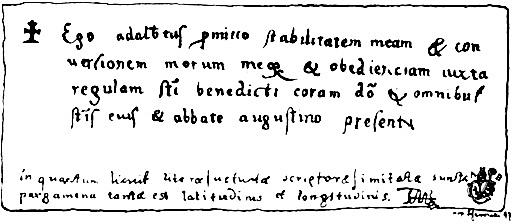
Śluby zakonne Wojciecha (Adalberta) w regule benedyktyńskiej złożone w 990 roku w klasztorze na Awentynie w Rzymie

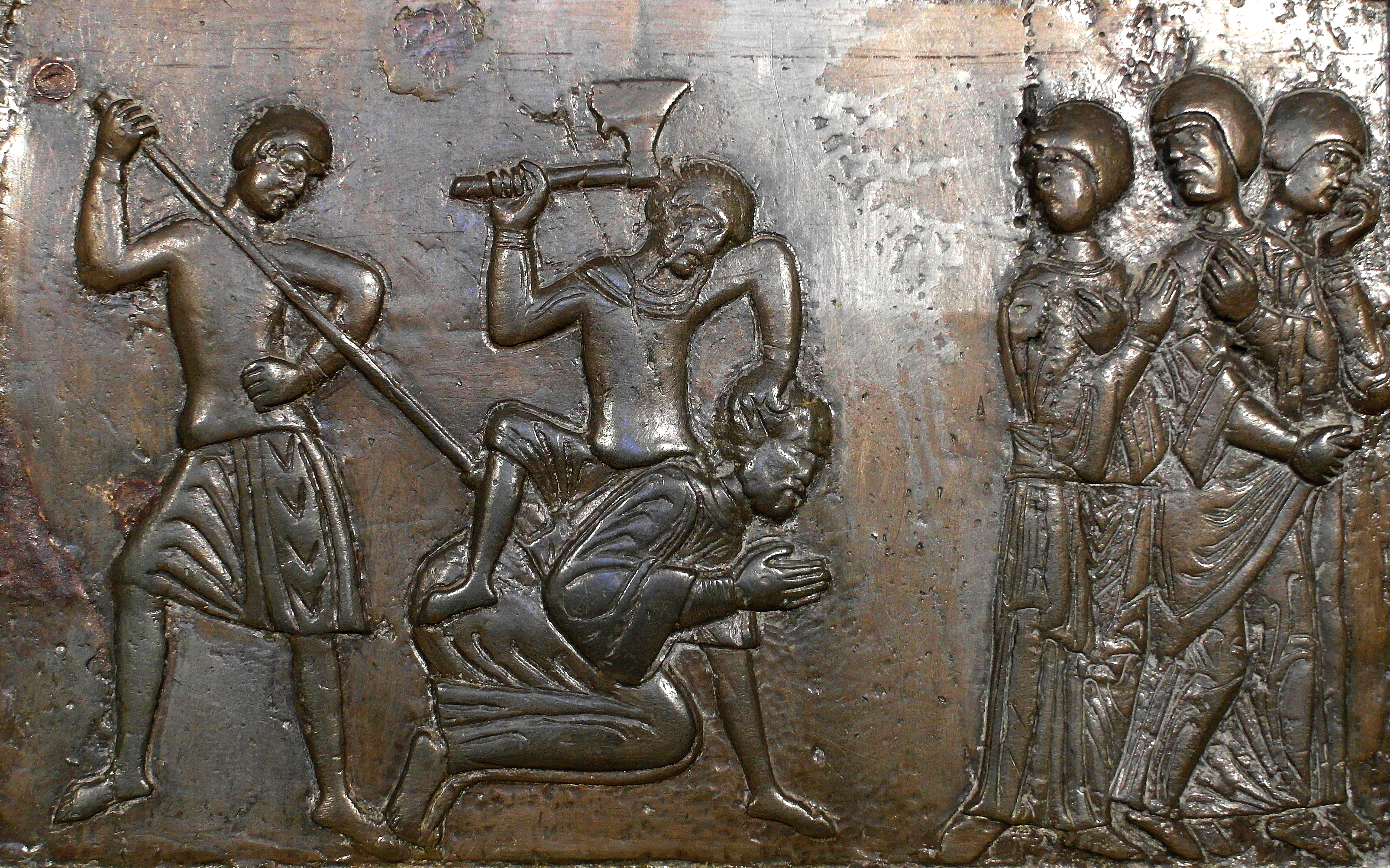
Śmierć Wojciecha z rąk Prusów 23 kwietnia 997 r. Scena z Drzwi Gnieźnieńskich

Wojciech urodził się około 956 roku w Libicach, jako syn Sławnika i Strzeżysławy. Miał pięciu rodzonych braci: Sobiesława, Spitymira, Pobrasława, Porzeja i Czasława oraz dwóch braci przyrodnich – Radzima Gaudentego i Radłę. Sławnik pochodził z rodu Sławnikowiców i był spokrewniony z Ottonami saskimi. Strzeżysława (Adilburga) była spokrewniona z Przemyślidami. Początkowo rodzice chcieli przeznaczyć Wojciecha do wojska, jednak gdy dziecko ciężko zachorowało złożyli śluby, że gdy wyzdrowieje, poślą go do zakonu. Początkową naukę pobierał w Libicach, a następnie został przez ojca wysłany do Magdeburga, gdzie arcybiskupem był przyjaciel rodziny – Adalbert. To on udzielił Wojciechowi bierzmowania, który wybrał imię Adalbert na cześć biskupa. W 972 podjął studia z zakresu sztuk wyzwolonych, a jego mistrzem był wówczas Oktryk, który był mentorem kilkudziesięciu kleryków z całej Środkowej Europy. Studiował przez 9 lat, co może świadczyć o tym, że nie był pilnym uczniem. Jako jeden z pierwszych czeskich duchownych, Wojciech miał dostęp do edukacji  na najwyższym dostępnym w tym czasie poziomie. Po zakończeniu studiów w 981 roku powrócił w rodzinne strony jako jeden z najlepiej wykształconych kleryków w kraju.
Po powrocie do Czech przyjął święcenia kapłańskie z rąk praskiego biskupa Thietmara. Po śmierci biskupa przeżył przemianę duchową i porzucił życie rycerza. Kapituła zaproponowała kandydaturę Wojciecha na wakującą diecezję, a on sam udał się do Werony, aby spotkać się z Ottonem II. Cesarz zatwierdził jego wybór, a sakry biskupiej udzielił arcybiskup Moguncji Willigis. W 983 roku Wojciech objął kanonicznie diecezję. Podjął się reorganizacji dochodów biskupstwa, dzieląc je na cztery części, z czego najmniejszą zachował dla siebie. Ponadto chciał zrealizować trzy cele: zwalczyć wielożeństwo, promować celibat duchownych i zlikwidować handel niewolnikami. Ponieważ w tej ostatniej kwestii istniał duży opór społeczny, postanowił opuścić Pragę i udać się do Rzymu. Spotkał się tam z Janem XV i Teofano wdową po cesarzu, która wsparła jego pomysł podróży do Ziemi Świętej. Następnie Wojciech udał się do benedyktyńskiego klasztoru na Monte Cassino. Pomimo że mnisi odnosili się do niego z życzliwością, okazało się, że opat chciał wykorzystać Wojciecha do poświęcenia nowych kościołów. Wobec tego biskup opuścił klasztor, lecz niedługo potem spotkał Nila z Rossano, który przekonał go by nie jechał do Jerozolimy i wstąpił do klasztoru św. Bonifacego i Aleksego w Rzymie. Pozostawał tam od 990 do 992 roku. Willigis postanowił wysłać po Wojciecha poselstwo złożone z brata księcia czeskiego Strachkwasa Chrystiana i brata samego Wojciecha – Radła. Synod nakazał biskupowi powrót do Pragi, a ten po powrocie rozpoczął przerwaną wcześniej ewangelizację. Wkrótce potem wystąpił przeciwko księciu Bolesławowi, którego stronnik nakrył swoją żonę na cudzołóstwie. Kobietę chciano zamordować, a Wojciech stanął w jej obronie. Nie przyniosło to skutku, bo kobieta została stracona, a biskup ponownie opuścił Pragę i wyjechał do Rzymu.
W 996 roku, przebywając w Wiecznym Mieście, poznał Ottona III, z którym się zaprzyjaźnił. Jednocześnie dowiedział się, że większość jego rodziny została wymordowana przez Wrszowców – krewnych kobiety, której usiłował bronić. Jedynymi ocalałymi byli bracia: Sobiesław i Radzim Gaudenty. Czekając na możliwość powrotu do Pragi, wędrował po Europie, odwiedzając m.in. Moguncję, Tours, opactwo Fleury i księstwo Węgier, gdzie miał bierzmować Stefana I (na pewno nie chrzcił Gejzy). Pod koniec 996 roku otrzymał informację, że nie może wrócić do Pragi, podjął więc decyzję by wyruszyć na misję. Otton III poradził mu by wybrał się do Prus. Prawdopodobnie konsultował się w tej sprawie także z Bolesławem Chrobrym. W kwietniu 997 roku dotarł do Gdańska, gdzie nauczał i udzielał chrztów. Tam wsiadł na mały statek, razem z bratem Radzimem Gaudentym, tłumaczem Benedyktem-Boguszem i 30 zbrojnymi.
Po przybyciu do Pomezanii, Wojciech kazał zbrojnym powrócić do Gdańska. Wkrótce potem zostali oni otoczeni przez wrogich tubylców. Misjonarze postanowili przeprawić się na drugą stronę Wąskiej, by tam rozpocząć ewangelizację. Tam, kapitan portu zaprowadził Wojciecha do osady, w której obradował sąd wiecowy. Biskup przedstawił swoje stanowisko, jednak tubylcy zdecydowali wygnać ich pod groźbą kary śmierci. W drodze powrotnej zatrzymali się na pięć dni w Żuławce, żeby omówić sytuację. Rozważali udanie się na Połabie, ale ostatecznie postanowili spróbować jeszcze raz wrócić do Prusów. 23 kwietnia 997 roku odprawili rano mszę na polanie, a następnie odpoczywali. Następnie otoczył ich agresywny miejscowy tłum, który zaczął ich atakować. Wojciech zginął od wielu ran włóczniami, które rzucono na rozkaz pogańskiego kapłana Sicco. Potem tubylcy odcięli głowę biskupa i nadziali ją na pal. Radzima i Benedykta Prusowie puścili wolno.
Miejsce śmierci, znajdujące się według źródeł w pobliżu pruskiego grodu Cholin lub Chollinun lokalizuje się albo na południowych brzegach jeziora Drużno (tradycyjnie w pobliżu wsi Święty Gaj koło Pasłęka w powiecie elbląskim lub według Gerarda Labudy w pobliżu wsi Pachoły koło Dzierzgonia w powiecie sztumskim) albo na Sambii (dziś w obwodzie królewieckim, np. w miejscowości Tenkity, dziś Letnoje, lub Rybaki, dziś Primorsk).
Głowę z pala zdjął potajemnie i przewiózł do Gniezna nieznany Pomorzanin. Wkrótce potem Chrobry wykupił resztę ciała Wojciecha na wagę złota i rozkazał pochować w Gnieźnie. Do jego grobu w 1000 roku pielgrzymował Otton III (zjazd gnieźnieński). W czasie jego wizyty w Gnieźnie założono metropolię arcybiskupią, której Wojciech został patronem, a jego brat Radzim Gaudenty stanął na czele.

## Relikwie

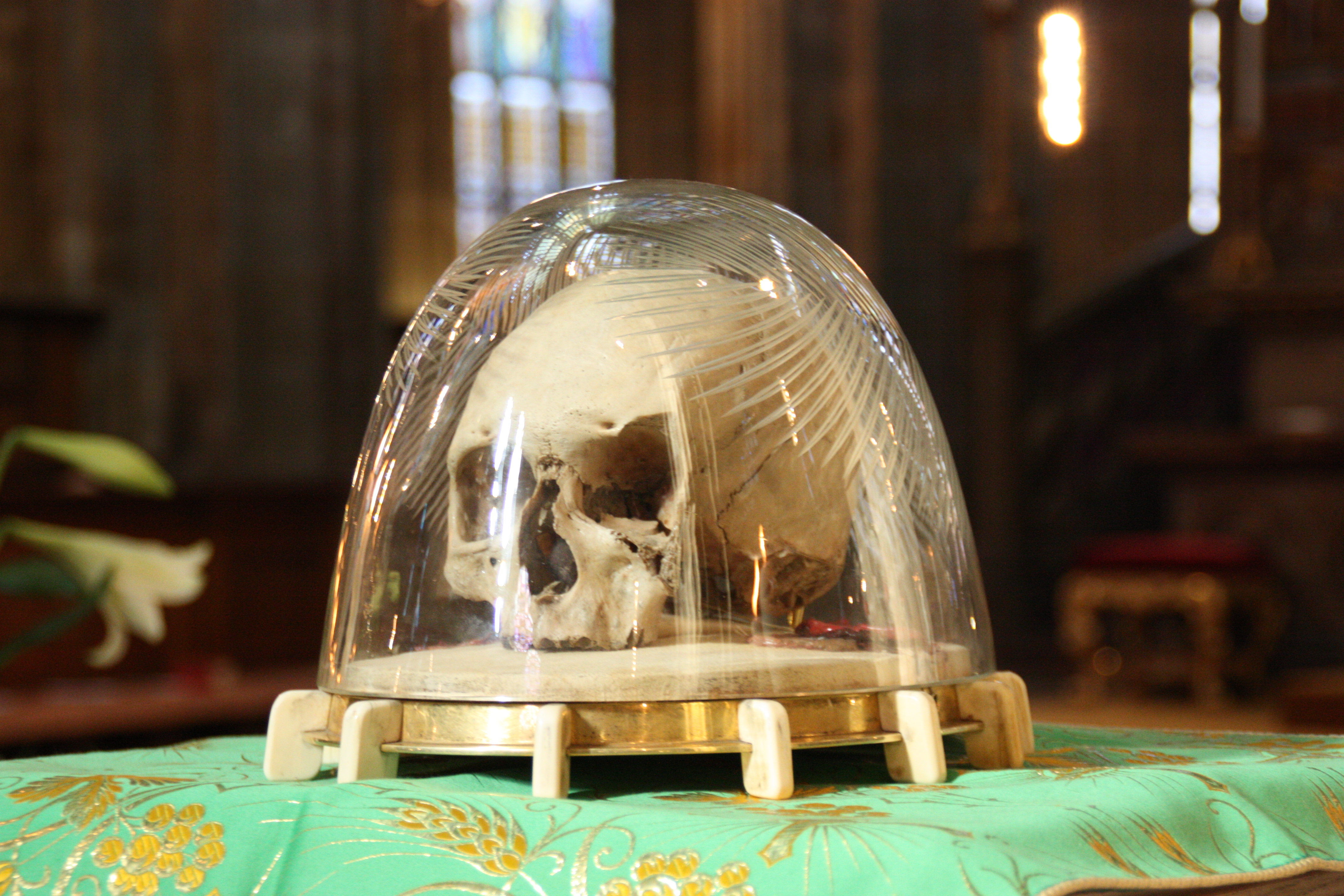
Domniemana czaszka świętego Wojciecha przechowywana w katedrze w Pradze. Szczątki św. Wojciecha przeniesiono z Gniezna do Pragi w 1038 roku podczas najazdu Brzetysława

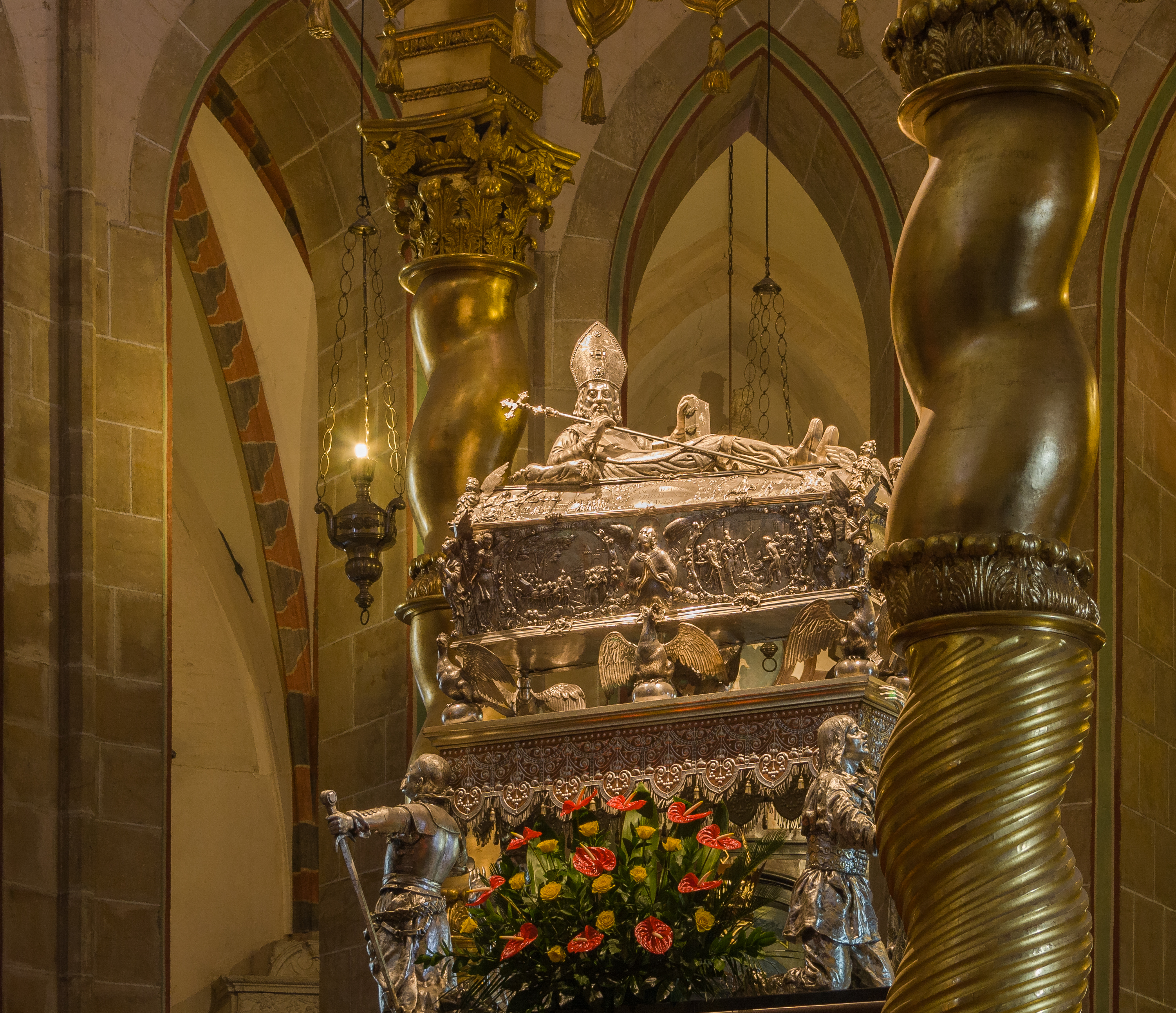
Replika barokowego relikwiarza w bazylice gnieźnieńskiej.

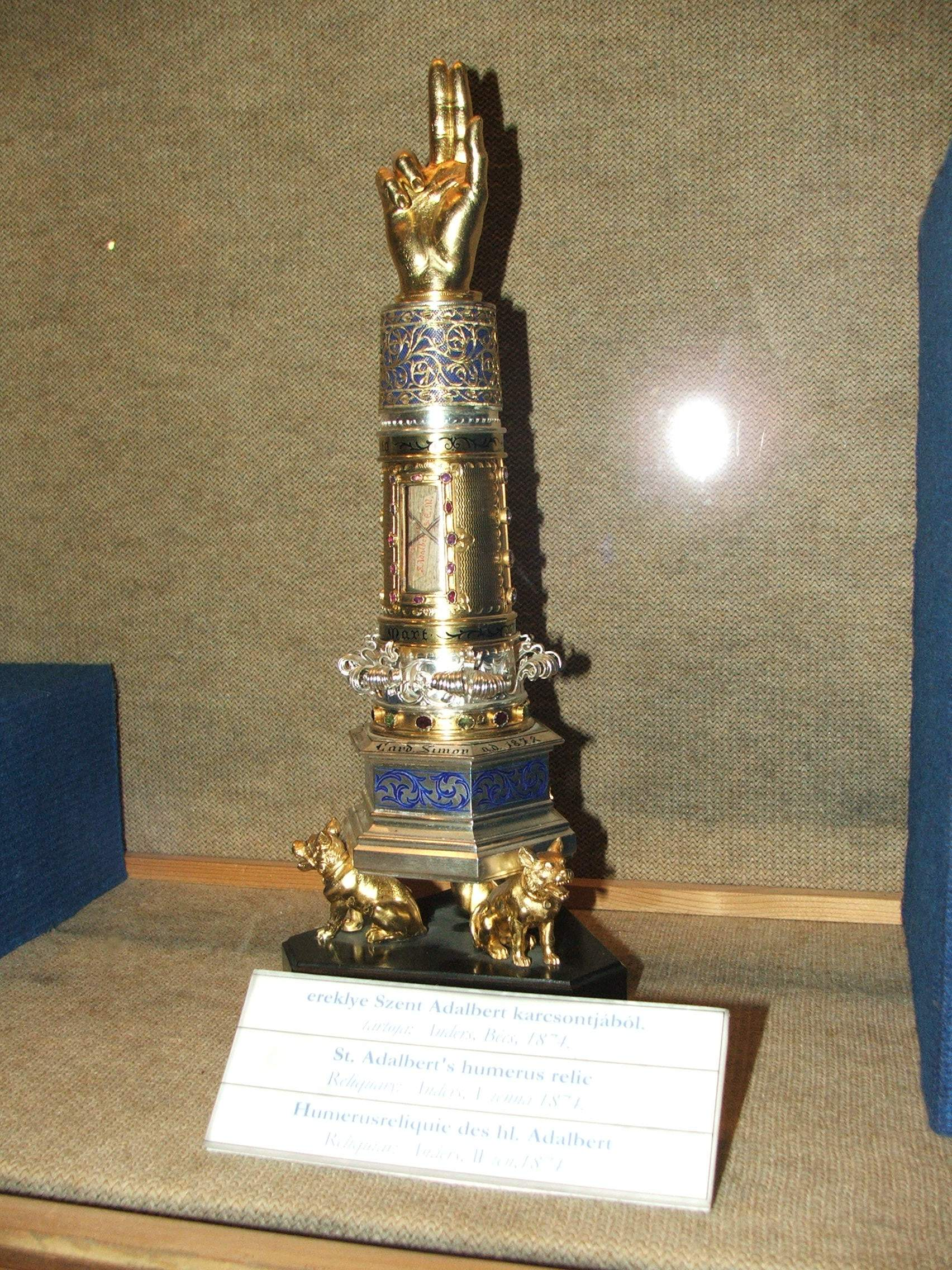
Relikwiarz z kością ramienia św. Wojciecha przechowywany w skarbcu katedry w Ostrzyhomiu, gdzie biskup miał rzekomo ochrzcić Stefana I, króla Węgier.

Wykupione przez Bolesława Chrobrego ciało znalazło się w Gnieźnie, gdzie było przechowywane w katedrze gnieźnieńskiej jako relikwia.
Tuż po śmierci Wojciecha, w 998 roku, cesarz Otton III ufundował w Rzymie, na wyspie na Tybrze kościół mający być miejscem jego kultu, dziś znany jako bazylika św. Bartłomieja na Wyspie Tyberyjskiej (pierwotnie Sancti Adalbertus et Paulinus, świętych Wojciecha i Paulina). W 1000 roku Otton III przybył z pielgrzymką do grobu św. Wojciecha w Gnieźnie najprawdopodobniej w celu uzyskania całości ciała św. Wojciecha. Jednak od Bolesława Chrobrego uzyskał jedynie relikwiarz z ramieniem Wojciecha, które potem częściowo złożono w Akwizgranie, a część w Rzymie w kościele na Tybrze.
W roku 1001 jako miejsce kultu świętego powstała również bazylika św. Wojciecha w Ostrzyhomiu, główna katedra Węgier i siedziba prymasa (obecnie jako bazylika pod wezwaniem Wniebowzięcia Marii Panny i św. Wojciecha). W katedrze również prezentuje się relikwie św. Wojciecha, m.in. jego kość ramienia. Relikwie zostały tam zapewne przekazane przez Ottona III.
W roku 1038 podczas najazdu czeskiego na Polskę relikwie św. Wojciecha oraz jego brata Radzima zostały wywiezione z Gniezna do Czech przez księcia Brzetysława I. Do dziś znajdują się w katedrze św. Wita w Pradze. Nie udało się bowiem ich odzyskać, pomimo interwencji hierarchii kleru polskiego.
W czasie odbudowy katedry w Gnieźnie w 1088, podobno odnaleziono szczątki zmarłego, natomiast jego głowę rzekomo odnaleziono w 1127 (według Roczników Polskich), choć była ona przechowywana w Pradze.
W 1923 skradziono z gnieźnieńskiej katedry relikwiarz w postaci złotej puszki z rzekomą głową świętego. Pomimo poszukiwań, ani złota puszka, ani czaszka nie zostały odnalezione, nie schwytano też złodzieja.
W 1928 rzymskie relikwie w postaci fragmentu kości (odpiłowanej z przedramienia) przekazano Polsce na prośbę prymasa Augusta Hlonda (przechowywane w skarbcu gnieźnieńskim).
W czasie II wojny światowej, gdy zaistniało podejrzenie, iż gestapo – po zmuszeniu do wyjazdu do Inowrocławia wikariusza generalnego katedry ks. Edwarda Blericqa – zażąda wydania srebrnego relikwiarza, co równało się zniszczeniu relikwii, ks. Paul Mattausch poprosił znajomego żołnierza Wehrmachtu Urbana Thelena o przewiezienie paczki z relikwiami z Gniezna do Inowrocławia. Thelen podjął się tej misji – relikwie św. Wojciecha dotarły do ks. Blericqa i zostały wmurowane w posadzce zakrystii kościoła św. Mikołaja, skąd po wojnie wróciły do Gniezna. W roku 1992 Urban Thelen towarzyszył legatowi prymasa Polski w drodze do Kleve, gdzie część uratowanych przezeń relikwii – jako dar Kościoła polskiego – została złożona w ołtarzu kościoła pw. Niepokalanego Poczęcia NMP. W roku 1997 abp Henryk Muszyński zaprosił Thelena na uroczystości 1000-lecia śmierci świętego do Gniezna, gdzie został przedstawiony papieżowi Janowi Pawłowi II.
W nocy z 19 na 20 marca 1986 z archikatedry gnieźnieńskiej został skradziony relikwiarz św. Wojciecha w postaci srebrnej trumienki, wykonanej w 1662 przez holenderskiego złotnika Petera von der Rennena. Trumienka została przetopiona, jednak dzięki gdańskiemu złotnikowi, któremu złodzieje chcieli sprzedać srebrny złom, trzej sprawcy kradzieży zostali schwytani przez Milicję Obywatelską a gdańscy złotnicy z odzyskanego srebra bardzo dokładnie odtworzyli relikwiarz, tak aby był zgodny z pierwowzorem.
W roku 1999 staraniem ks. prał. Zbigniewa Łuczaka z kapituły łęczyckiej jedna z gnieźnieńskich relikwii trafiła do kolegiaty w Tumie koło Łęczycy, stojącej w miejscu, gdzie według późnej tradycji miano za sprawą św. Wojciecha i Bolesława Chrobrego ustanowić pierwsze w Polsce opactwo benedyktynów.

## Znaczenie polityczne

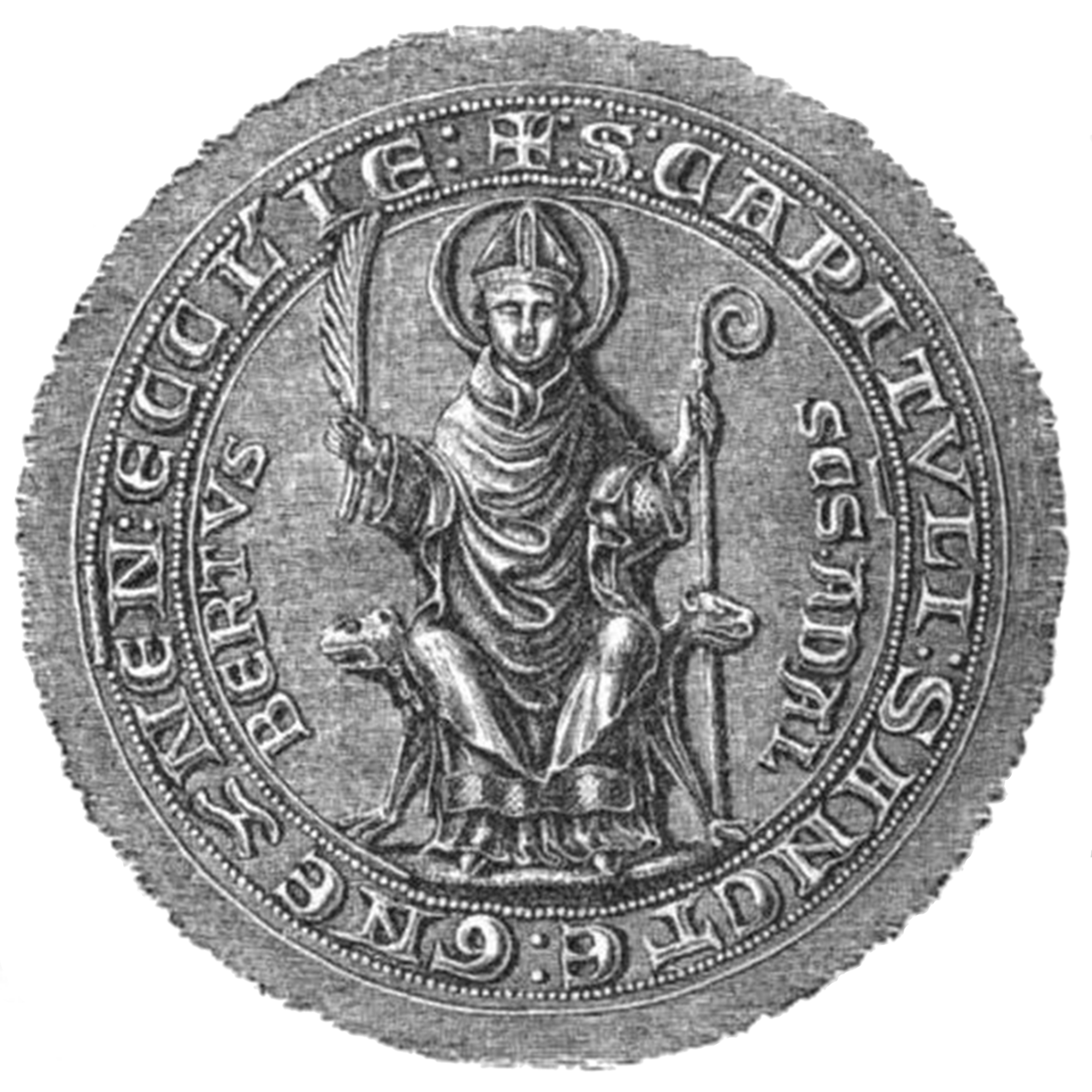
Pieczęć kapituły gnieźnieńskiej z wizerunkiem św. Wojciecha

Bolesław Chrobry maksymalnie wykorzystał sytuację, jaka powstała po śmierci Wojciecha. Wcześniej jedynie cesarstwo prowadziło działania misyjne. Śmierć Wojciecha w czasie misji zorganizowanej przez Bolesława przydawała polskiemu księciu ogromnego prestiżu w oczach zachodnich chrześcijan.
Pogrzebane w Gnieźnie relikwie biskupa stały się fundamentem założonej w roku 1000 przez jego przyjaciela, cesarza Ottona III, archidiecezji. Gniezno – w przeciwieństwie do podległej Moguncji Pragi – stało się niezależną archidiecezją, z czym długo nie mogły się pogodzić metropolie niemieckie, które do tamtej pory posiadały zwierzchnictwo nad wszystkimi powstającymi na terenach słowiańskich biskupstwami obrządku zachodniego.
O wadze związanego z relikwiami kultu tak ważnego świętego – pierwszego męczennika i świętego słowiańskiego, którego relikwie złożono w Akwizgranie – stolicy cesarstwa i Rzymie – stolicy zach. chrześcijaństwa w poświęconych mu klasztorach niech świadczy wywiezienie tychże relikwii do Pragi przez księcia Brzetysława I (pochodzącego przecież z wrogiej rodowi Sławnikowiców dynastii Przemyślidów), który splądrował Gniezno ponad 40 lat po śmierci misjonarza, po tzw. reakcji pogańskiej.

## Rzekome autorstwoBogurodzicy
Według późnej tradycji św. Wojciech miał być autorem pieśni Bogurodzica (w rzeczywistości pochodzącej z ok. XIV wieku). Mimo iż nie znajduje to potwierdzenia w materiałach źródłowych, w opinii Józefa Birkenmajera opublikowanej w monografii o utworze (1937), może mieć to związek z prawdopodobną inspiracją dla utworu pochodzącą z kręgu misjonarzy, współbraci św. Wojciecha z zakonu benedyktynów, przybyłymi z nim do Polski.

## Hagiografia
Istnieją aż trzy znane dziś żywoty św. Wojciecha, które powstały tuż po jego śmierci:
- Żywot I, tzw. Est locus powstał być może na potrzeby domniemanej kanonizacji Wojciecha w 999 roku, ale z pewnością nie później niż w 1003 roku, gdyż w dziele papież Sylwester II (zm. 1003) jest osobą jeszcze żyjącą. Autorstwo jest często przypisywane Janowi Kanapariuszowi, benedyktynowi z opactwa na Awentynie w Rzymie, w którym przez pewien czas przebywał Wojciech. Jednak faktycznie Żywot jest dziełem anonimowym, powstałym w dużej części na podstawie relacji zaczerpniętych od towarzyszy św. Wojciecha, Radzima i Boguszy. Zachował się w trzech redakcjach (wersjach): redakcja „A” najobszerniejsza tzw. „ottońska”, uwypuklająca postać cesarza Ottona III, redakcja „B” skrócona o partie związane z cesarzem oraz najkrótsza, redakcja montekassyńska, która głównie rozpowszechniona była w Italii. Dominuje pogląd, iż Żywot I powstał w Italii, być może w środowisku klasztoru na Awentynie, jednak ostatnio pojawił się pogląd sytuujący autora Żywota w Lotaryngii.
- Żywot II, spisany w dwóch wersjach (krótkiej i dłuższej) autorstwa św. Brunona z Kwerfurtu (zm. 1009) powstał ok. 1002–1004.
- Pasja z Tegernsee, której jedyny rękopis został odnaleziony w bibliotece w Bawarii w klasztorze w Tagernsee, a spisany został zapewne w Polsce w XI wieku przez obcokrajowca.

Wzmianki o św. Wojciechu znajdują się w Kronice Thietmara oraz w rocznikach polskich i czeskich. Tuż po 1003 mogła powstać zaginiona Pasja św. Wojciecha (być może autorstwa Brunona z Kwerfurtu), której istnienie domniemywa się na podstawie wzmianki w Kronice Galla Anonima. Swoistym żywotem można określić odlane w spiżu XII-wieczne Drzwi Gnieźnieńskie, złożone z 18 kaset ze scenami z jego życia, których kompozycja powstała na podstawie nieznanego żywota św. Wojciecha. W latach 1260–1292 spisane zostały cuda św. Wojciecha-Adalberta.

## Ikonografia
W ikonografii chrześcijańskiej święty przedstawiany jest w stroju biskupa, w paliuszu, z pastorałem.
Jego atrybuty to paliusz, pastorał, księga, a także orzeł, wiosło oraz włócznie, od których zginął, ampułki, obraz Matki Bożej, naczynie puchar na wodę, zwój z pierwszymi słowami hymnu Bogurodzica, palma męczeństwa, głowa trzymana w ręku.

## Patronat
Św. Wojciech jest jednym z trzech głównych katolickich patronów Polski. Patronuje również diecezji koszalińsko-kołobrzeskiej, diecezji elbląskiej, archidiecezji gdańskiej i archidiecezji gnieźnieńskiej – w szczególności Gniezna.
Przez katolików jest uznawany również za patrona Czech (z głównym miejscem kultu w katedrze świętych Wita, Wacława i Wojciecha w Pradze) oraz Węgier (pod jego wezwaniem jest główna katedra węgierska bazylika św. Wojciecha w Ostrzyhomiu), a także za patrona Prus.
Święty patronuje również wielu kościołom i parafiom.

## Dzień obchodów
Wspomnienie liturgiczne w Kościele katolickim i ewangelickim obchodzone jest 23 kwietnia.
W polskim Kościele wspomnienie ma rangę uroczystości liturgicznej, a dodatkowa uroczystość „Translatio sancti Adalberti”, translacja relikwii, obchodzona jest 20 października. W tym dniu odczytywane jest życie i cuda świętego w kościołach polskich.